# Ngựa nội

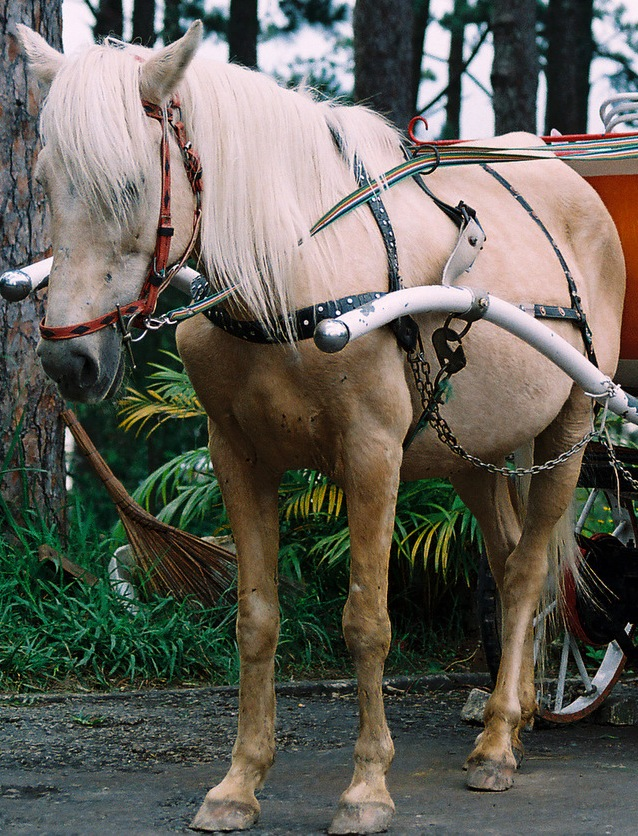
Một con ngựa thuộc giống ngựa Việt Nam

Ngựa nội hay ngựa nội địa, ngựa địa phương (hay ngựa Việt/ngựa Việt Nam) là tên thường dùng để chỉ về những giống ngựa nội địa tại Việt Nam gồm những giống ngựa thuần chủng ở địa phương hoặc giống ngựa lai tạo. Ngựa nội được phổ biến ở các vùng đồi núi trung du phía Bắc Việt Nam. Ngựa nội thường là loại kiêm dụng, dùng vào việc thồ, kéo, cưỡi đặc biệt thường được dùng cho việc thồ hàng ở những vùng cao, tuy nhiên ở một số nơi khác, ngựa nội đôi khi dùng vào mục đích đua ngựa hoặc chọi ngựa Giống ngựa nội thích hợp với điều kiện nuôi dưỡng của người chăn nuôi trong tất cả các địa phương ở Việt Nam.

## Phân bố
Ở miền Bắc Việt Nam có tới 3/4 diện tích đất đai là vùng rừng núi, trong đó nhiều nơi địa thế hiểm trở, giao thông đi lại khó khăn nên từ lâu ngựa đã trở thành nhu cầu thiết yếu và gần gũi đối với nhân dân miền núi vùng cao, và trở thành vật nuôi quen thuộc đặc biệt là nòi ngựa Bắc Hà. Miền núi cũng là nơi cón nhiều đồi cỏ rộng rãi nên nhiều tỉnh miền núi đều có ngựa và từ lâu con ngựa đã gắn bó mật thiết với đời sống lao động và tinh thần cũng như cung cấp thực phẩm cho đồng bào dân tộc thiểu số vùng cao. Ngày trước, Vua Mèo Hoàng A Tưởng vẫn thường tuyển những con ngựa tốt (tuấn mã) làm món đồ ngoại giao với những Vua Mèo, Vua Thái ở Hà Giang, Lai Châu Ở Bắc Hà, chú ngựa thồ là biểu tượng cho mỗi thanh niên bắt đầu lập nghiệp, ở riêng, xuống chợ mà dắt theo chú ngựa thồ mới thực sự là tự hào.

## Đặc điểm

### Về giống
Giống ngựa Việt Nam được cho là đã được nhập từ phương Bắc xuống. Nhìn chung đàn ngựa Việt Nam là các giống ngựa địa phương thuần chủng trừ một số rất ít ngựa gần các trại hoặc trạm truyền giống hồi thuộc Pháp có lai với ngựa Ả rập và một số ít ngựa ở các tỉnh biên giới Việt Nam, Trung Quốc có pha tạp ngựa Quảng Tây, ngựa Vân Nam. Người ta đã chọn lọc hình thành giống ngựa Việt Nam nuôi nhiều ở các tỉnh: Lai Châu, Hà Giang, Cao Bằng, Yên Bái, Lạng Sơn, Bắc Cạn, Thái Nguyên, nuôi với số lượng ít hơn nhưng vẫn cần ở các tỉnh Quảng Ninh, Vĩnh Phúc, Phú Thọ, Hoà Bình, Bắc Giang... tuy nhiên giống ngựa của địa phương có tầm vóc nhỏ, trọng lượng thấp, khả năng thồ yếu cùng với điều kiện chăm sóc quảng canh nên đàn ngựa của địa phương trong thời gian qua có hiện tượng suy thoái.

### Cấu trúc
Ngựa nội có tầm vóc và vóc dáng thấp nhỏ, chúng chỉ cao chừng 1,5m, bề cao vai khoảng 1,2m, ngựa trưởng thành có trọng lượng 150-170kg, con đực lớn hơn con cái một chút. Ngoài việc tầm vóc nhỏ, thì ngựa Việt có kết cấu chưa cân đối, đầu hơi to, cổ hơi nằm ngang, ngực hơi lép, bụng to, đùi chưa phát triển, thế dứng của 2 chân chưa tốt nhất là chân sau. Ngựa đực và ngựa cái đều trước thấp sau cao. Thân hình ngựa Việt có hình dạng hình chữ nhật, chiều dài và chiều rộng xấp xỉ nhau, Bụng, mông, vai phình ra, lưng hơi võng, chân nhỏ. Bàn chân ngựa Việt thẳng, cao, cẳng chân rất nhỏ, nhưng cứng. Mặc dù vậy xương thịt gân cốt kết cấu vững chắc, thể chất thô, săn.
Giống ngựa Việt Nam tầm vóc nhỏ, nếu chạy nhanh cũng chỉ khoảng 25–28 km/giờ, kém xa so với tốc độ ngựa đua trên thế giới, tuy nhiên ngựa nội dai sức hơn một số giống ngựa nước ngoài, chịu kham khổ. Chúng có sức đề kháng cao, tỷ lệ mắc bệnh, tỷ lệ chết vì bệnh thấp, sức khỏe dẻo dai, chịu được ăn uống kham khổ, không hề bị lở mồm long móng hay các dịch bệnh khác, chỉ thỉnh thoảng bị đau bụng nhưng thường là tự hết. Tỷ lệ đẻ thấp. 2 năm 1 lứa chiếm 41% 3 năm 2 lứa 31% còn lại là 2 năm rưỡi 1 lứa, trên 3 năm 1 lứa. Vòng đời của ngựa đến 40 năm
Ngựa Bắc Hà không to, cao, thậm chí còn thô kệch nhưng bền bỉ, dai sức, thồ hàng hay kéo xe đều hay. Nhìn chung, so với tầm vóc, thể trọng thì ngựa Việt Nam có khả năng thồ hàng tốt trên những đoạn đường nhỏ, dốc, gập ghềnh, chịu đi qua suối, leo đèo, chịu đi bất kể thời tiết nào. Mặc dù vậy, do tầm vóc nhỏ, nên lượng hàng thồ được chưa cao. Ngựa cái hiền lành, tận tụy, nên dù thồ yếu hơn (khoảng 120 kg) vẫn được nhiều người chuộng nuôi. Ngựa đực, dù sức thồ mạnh hơn, dẻo dai hơn ngựa cái (khoảng 150 kg) nhưng khó điều khiển hơn. Nuôi ngựa nhàn hơn các loại gia súc khác. Chúng ăn uống đơn giản, chỉ cần có cỏ tươi, nước bột gạo hoặc nước mật đường.

### Màu sắc
Màu sắc lông của ngựa Việt khá đa dạng, các màu chủ yếu là vàng, vàng nhạt, vàng thẫm, hồng, tía, xám, nâu, đen, lang đen. Lông bờm, lông đuôi và tứ chi thường có màu đen hoặc là màu thẫm hơn màu lông ở trên thân. Lông thay đổi màu sắc theo thời tiết để thích hợp với ngoại cảnh. Mùa hè lông ngựa ngắn và bóng mượt, mùa đông lông dài và thô. Ở Việt Nam, ngựa Việt thường để bờm trán rất dài, bờm dọc cổ ngựa thì xén ngắn, chót lưng lại để dài, để mấy sợi lông lòa xòa trước trán, đỉnh đầu húi cua, sau gáy lại để dài như bờm, con ngựa đẹp, bờm phải dày rậm, chân bờm phẳng đều tăm tắp, mọc đều thẳng đứng trên cổ ngựa như một cái bàn chải.
Về màu sắc, người Việt Nam còn mô tả loài ngựa thông qua các sắc như sau
- Ngựa Hạc (lông trắng toát)
- Ngựa Kim (lông trắng)
- Ngựa Hởi (lông trắng, bốn chân đen)
- Ngựa Hồng (lông màu nâu –hồng)
- Ngựa Tía (lông màu đỏ thắm)
- Ngựa Đạm (lông màu đỏ sẫm ánh vàng)
- Ngựa Khứu (lông màu đỏ đậm pha nâu đậm)
- Ngựa Ô (lông màu đen)
- Ngựa Bích (lông màu xám tro)
- Ngựa Séo (lông màu xám đốm trắng)
- Ngựa Qua (lông màu vàng kim hoàng)
- Ngựa phiếu (lông màu vàng, lang trắng)
- Ngựa Chuy (lông trắng ánh xám bạc)[14]

Ngày xưa người ta đánh giá và phân biệt tên con ngựa quý theo sắc lông như sau: 
- Ô, Ly là ngựa có sắc lông màu đen
- Phiêu là ngựa có sắc lông xanh trắng (chức Phiêu Kỵ tướng quân thường dành cho các hoàng tử).
- Lạc là ngựa vằn.
- Tinh là ngựa hồng, nên con ngựa của Lý Thường Kiệt còn được gọi là còn được gọi là Song Vỹ Tinh.
- Nê là để chỉ con ngựa lông có hai màu: trắng và đen.
- Thông chỉ ngựa sắc lông màu xanh.

Hiện nay, giống ngựa Việt Nam được phân loại gồm ngựa bạch (ngựa bạch Việt Nam) và ngựa màu (những giống ngựa màu sắc còn lại), đây là các phân loại theo Thông tư của Nhà nước Việt Nam quy định về giống vật nuôi Việt Nam.

### Tuấn mã

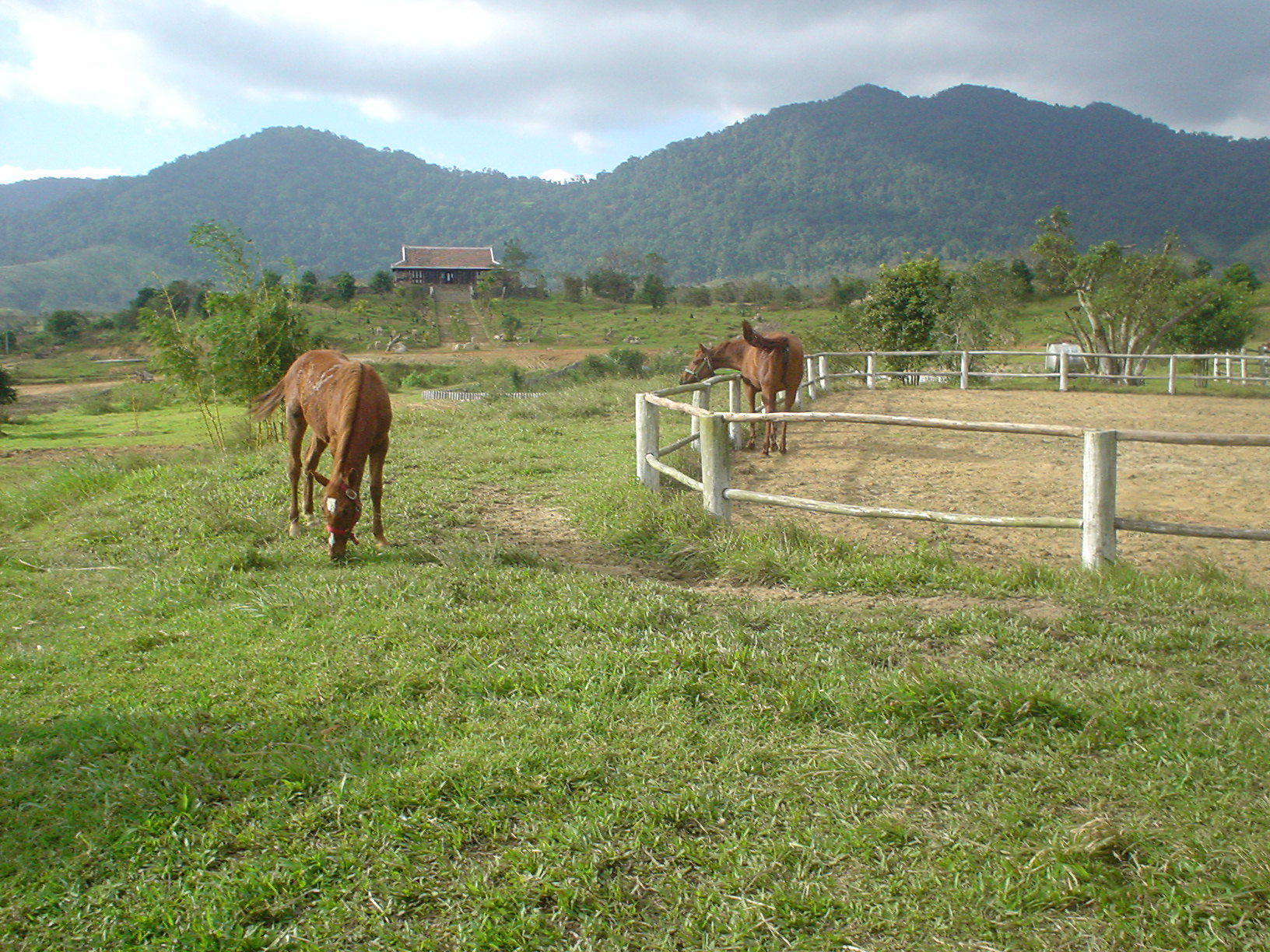
Nuôi ngựa ở Tây Nguyên

Đối với những ngựa thồ tốt thì phải là loại ngực nở, chân thẳng, đứng vững, móng dày, mũi khô, mắt trong, bờm dựng. Một con ngựa như vậy có thể thồ tới 300kg trên lưng, hoặc kéo cả tấn hàng lên dốc cũng vẫn không đổ mồ môi, ngược lại những con ngựa ngực lép, chân cong, bờm rủ là những con ngựa không đảm bảo chất lượng, còn những con ngựa chiến cổ cao, ngực nở, bụng thon, có khoáy ở 4 chân và một khoáy giữa đỉnh đầu luôn được lái ngựa săn lùng ráo riết. Trong những chiến mã của Đại Việt, nổi tiếng nhất có hai con Song Vỹ Hồng của danh tướng Lý Thường Kiệt và con Nê Thông của vua Trần Duệ Tông.
Những con ngựa tốt là trước hết phải có dáng to cao, béo, chân thẳng thon chắc, răng trắng đều, bờm dày, lông đều, sờ vào mượt như tơ lụa, đặc biệt không nên chọn ngựa có lông nhiều màu sắc và ngựa tướng đẹp là ức phải rộng, béo, lông mượt, đùi to, thuần tướng, không cắn, không đá. Con ngựa thân dài, mảnh thì trông đẹp, chạy nhanh. Còn ngựa muốn khỏe và chạy nhanh phải có dáng hình cao ráo, gân to, thịt săn, chân thẳng và thon chắc, răng trắng đều, bờm dày, lông đều, sờ vào mượt như sờ vào tơ lụa, đặc biệt là chân dài, nở, thẳng, móng đen.

## Ở Miền Bắc
Giống ngựa của người Mông là giống ngựa quen leo trèo núi đá. Ngựa vùng Đồng Văn – Mèo Vạc có nhiều loại, ngựa thồ, ngựa đua, ngựa chiến. Ở nơi địa thế hiểm trở, giao thông đi lại khó khăn nên từ lâu ngựa trở thành thân thiết với từng gia đình người Mông, là đầu cơ nghiệp của họ. Ngựa của người Mông có tầm vóc nhỏ, sinh sản kém, nhưng lại chịu đựng kham khổ rất tốt và rất dễ nuôi. Giống ngựa Mông rất chịu khó thồ hàng tốt trên những đoạn đường dốc, gập ghềnh, chịu đi qua suối, leo đèo, chịu đi bất kể thời tiết nào.
Một chú ngựa chạy vài vòng quanh chân núi về mà không bị thở dốc mới được xem là có sức khỏe tốt. Bên cạnh ngựa thồ, vùng cao núi đá Hà Giang có loại ngựa đua rất quý thân dài, mông to, bụng thon, ức nở, phi nước kiệu rất nhanh trên đường bằng, leo núi thiện nghệ, phi nhanh như cơn lốc. Trước kia, các vua Mèo ở Hà Giang thường tuyển những con ngựa tốt làm món đồ ngoại giao với các vua Mèo ở Bắc Hà và vua Thái Lai Châu.

## Ở Miền Nam
Ngựa thông dụng ở miền Nam trong việc kéo xe, nhất là loại xe thổ mộ, những chiếc xe ngựa ở vùng Bảy Núi còn sót lại chỉ là loại thô sơ không có mui hay được người dân gọi vui là "xe mui trần", giống ngựa Việt Nam ở miền Nam thường phục vụ việc kéo xe, giờ xe ngựa vùng Bảy Núi chủ yếu chỉ chở người và hàng hóa từ các phum sóc xuống phố huyện và chở phân bón, hàng gia dụng từ thị trấn ngược lên các xã núi. Nuôi ngựa cũng dễ, mỗi con ngựa chưa thuần hóa có giá khoảng 15 triệu đồng, ngựa được huấn luyện rồi phải từ 20 triệu đồng trở lên. Ngựa ngoài bệnh sình bụng giống như dê ra thì hiếm khi có bệnh gì khác Những chú ngựa kéo xe còn chiếm được tình cảm của khách du lịch khi ngồi trên chiếc xe gỗ chậm rãi, ngắm nhìn sự bao la của núi rừng Tây Nam, và thưởng thức tiếng vó ngựa hòa lẫn tiếng reo của lục lạc trong sương sớm
Ở vùng Bảy Núi, ngựa 3 tuổi có thể tập kéo, nhưng tốt nhất là 5 tuổi. Với đặc điểm khỏe, dẻo dai, một con ngựa có thể kéo nặng khoảng 5 người hoặc 800 kg hàng hóa và vượt qua được những địa hình gồ ghề đồi núi mà các phương tiện khác khó vào. Tuy chậm hơn so với xe có động cơ, nhưng ngựa vẫn được một số người dân nơi đây ưa thích. Bởi không ngại đường nhỏ hay địa hình gồ ghề, những chiếc xe ngựa cũ kỹ hằng ngày vẫn đều đặn lặng lẽ lên xuống các con dốc, băng qua đoạn đường đất đá chông chênh. Một số xe ngựa còn thay thế ôtô phục vụ đưa rước dâu cho các đám cưới của đồng bào Khmer, tạo nên nét văn hóa riêng của vùng Bảy Núi.